# Klek
 Ovo je glavno značenje pojma Klek. Za druga značenja pogledajte Klek (razdvojba).
Klek je poluotok koji zatvara Neumski zaljev. Nalazi se većim dijelom u BiH, a sam vrh Kleka je dio Hrvatske.
Na Kleku se nalazi Mediteranetum, botanički rezervat mediteranske flore.

## Granični spor
Teritorijalnu pripadnost repa poluotoka Kleka Hrvatskoj osporava BiH. Rep Kleka i otočići Veli i Mali školj u Malostonskom zaljevu su odlukom Vlade Zlatka Mateše 1999. "darovani" susjednoj Bosni i Hercegovini. Predmetom spora je i hrid Lopata kod Neuma.
Privremeni režim granice na moru između Hrvatske i BiH, odnosno dviju općina u tim državama, obiju većinski naseljenih Hrvatima, određen je 1999. godine. Sporazum o privremenoj granici potpisali su Franjo Tuđman i Alija Izetbegović. Nikada nije ratificiran zbog prijepora. Razlog je što su Bosni i Hercegovini pripisani vrh poluotoka Kleka te Veliki i Mali školj u Malostonskom zaljevu temeljem jedne katastarske krivotvorine iz 1974. godine. Velikim propustom takva granica stajala je u prijedlogu pregovaračkog tima RH. Bošnjačka strana drži se tog neratificiranog dokumenta, koristeći se krivotvorinom kao osnovom za daljnje svojatanje hrvatskog pomorja i ometanje ikakva kopnenog spajanja teritorija RH kao Pelješkim mostom, a ohrabreni kompromitiranom arbitražom o Savudrijskoj vali. Suprotno njima, hrvatski i srpski političari u Bosni i Hercegovini daju Hrvatskoj puno pravo na gradnju Pelješkog mosta.
Cjelokupni poluotok je u privatnom vlasništvu hrvatskih neumskih obitelji Kristić, Bačić, Batinović, Lovrić, Džono, Putica, Krmek, Vukasović.

## Vanjske poveznice
- Slobodna Dalmacija: Vrh Kleka i službeno će postati dio BiH!